# Safa Sporting Club (féminines)
Maillots
La section féminine du Safa SC (arabe : نادي الصفاء الرياضي للسيدات) est un club féminin de football libanais fondé en 2019 et basé à Beyrouth.

## Histoire

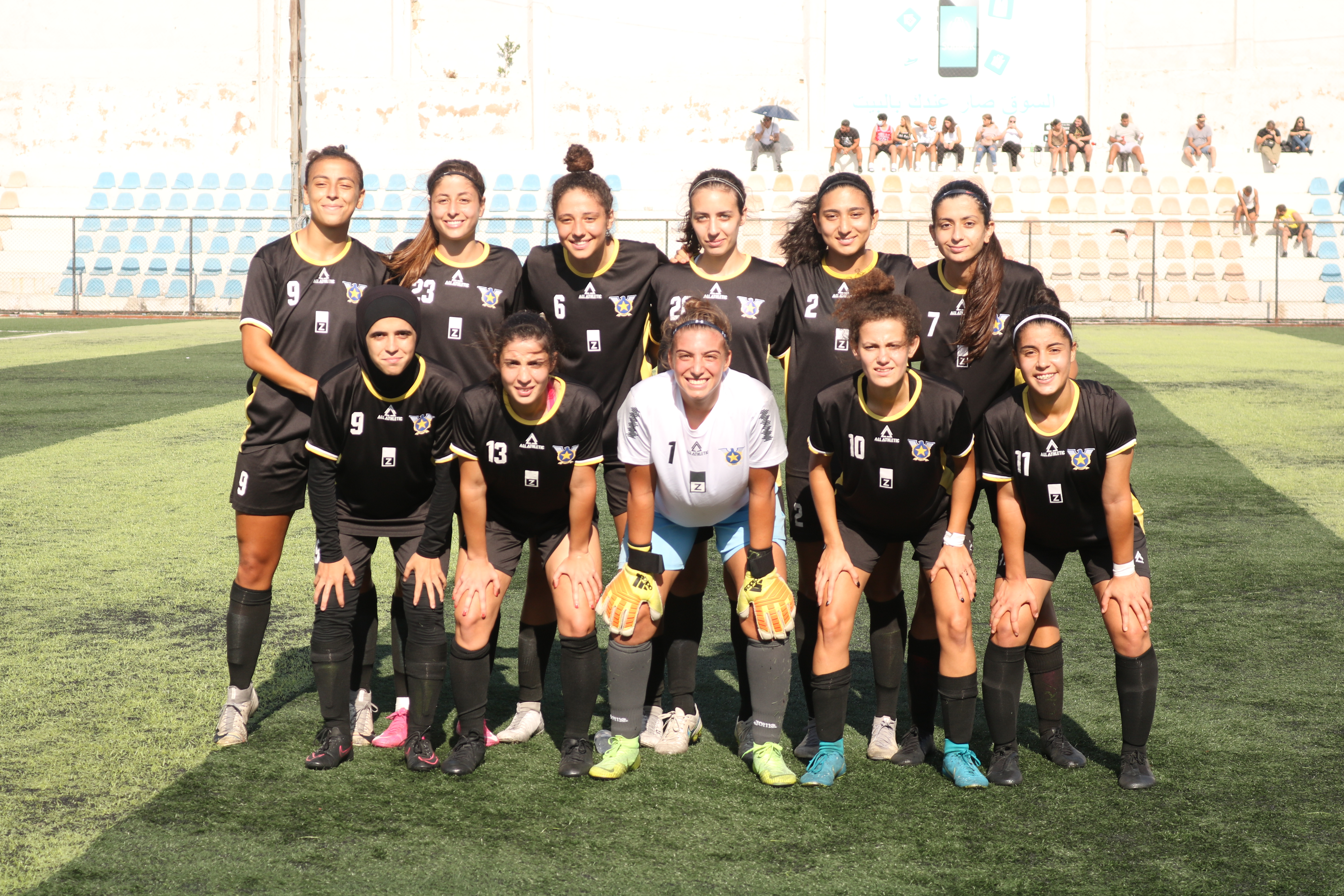
Le onze de départ du Safa SC lors d'un match de championnat face au Eleven Football Pro le 4 juillet 2021.

Fondé en 2019, le club participe au championnat libanais dès la saison 2019-2020. Il termine la saison à la deuxième place, derrière SAS après avoir été dépassées au classement lors de la dernière journée du championnat. La saison suivante, Safa remporte le premier titre de son histoire, terminant le Final Six invaincu.
En 2022, le club remporte la supercoupe du Liban en battant Eleven Football en finale. Qualifiées pour le championnat des clubs d'Asie de l'Ouest 2022 grâce à son titre de 2021, le club remporte la compétition pour sa première participation, après avoir battu en finale les Jordaniennes de l'Orthodox (3-1).

## Palmarès
- Championnat du Liban (1) :
  - Vainqueur en 2020-2021
  - Deuxième en 2019-2020 et 2021-2022
- Supercoupe du Liban (1) :
  - Vainqueur en 2021-2022
- Championnat des clubs de l'Asie de l'Ouest (1) :
  - Vainqueur en 2022